# Вогонь усередині нас
Вогонь усередині нас (тур. İçimizdeki Ateş) — турецький телесеріал у жанрі драми та створений компанією Fabrika Yapım. В головних ролях — Бурак Севінч, Джерен Бендерліоглу, Атакан Хосгорен, Іпек Філіз Язиджи, Гізем Арікан.
Перша серія вийшла в ефір 23 червня 2022 року.
Серіал має 1 сезон. Завершився 5-м епізодом, який вийшов у ефір 21 липня 2022 року.
Режисер серіалу — Мурат Онбул.
Сценарист серіалу — Німет Ердем, Біроль Ельгіньоз, Озлем Елгіноз.

## Сюжет
Хале – молода та амбітна дівчина з великими планами на життя та дуже непростою долею. Але одного разу, доля зіштовхує її з юнаком на ім'я Еге. І ця зустріч стає для них обох справжнім випробуванням і водночас даром долі.

## Актори та ролі
| Актор                 | Роль            |
| --------------------- | --------------- |
| Бурак Севінч          | Доган Єнер      |
| Джерен Бендерліоглу   | Тулін Тан       |
| Атакан Хосгорен       | Еге Шахін       |
| Іпек Філіз Язиджи     | Хале Вурал      |
| Гізем Арікан          | Бахар Сайін     |
| Демірхан Демірджиоглу | Мерт Караман    |
| Хазім Кьормюкчу       | Тахсін          |
| Ґьокче Янардаг        | Нермін Караман  |
| Бурджу Гюль Казбек    |                 |
| Ердем Шанли           | Джейхун Караман |
| Більгесу Курал        | Бану Саїн       |
| Діляра Гуль Демірал   |                 |
| Аміне Юсра Шенел      |                 |
| Алі Аккок             |                 |
| Атакан Озкая          |                 |
| Ферді Дурсун          |                 |
| Садра Джадід          |                 |

## Сезони
| Сезон | Епізоди | Епізоди | Оригінальний показ | Оригінальний показ | Оригінальний показ |
| Сезон | Епізоди | Епізоди | Перший показ       | Останній показ     | Мережа             |
| ----- | ------- | ------- | ------------------ | ------------------ | ------------------ |
| 1     | 5       | 5       | 23 червня 2022     | 21 липня 2022      | atv                |

## Рейтинги серій
| Серія     | Рейтинг (TOTAL) | Рейтинг (AB) | Рейтинг (ABC1) |
| --------- | --------------- | ------------ | -------------- |
| 1         | 2.27            | 1.92         | 1,98           |
| 2         | 1.61            | 0,94         | 1.37           |
| 3         | 1.05            | 0,75         | 0,80           |
| 4         | 0,71            | 0,41         | 0,57           |
| 5 (фінал) | 0,65            | -            | 0,60           |